# Galearis spectabilis
Galearis spectabilis (tên tiếng Anh: Gay orchis) Purple orchis, Purple-hooded orchis, và Showy orchis; syn. Galeorchis spectabilis (L.) Rydb., Orchis spectabilis L.) là một loài phong lan loài thuộc chi Orchis.

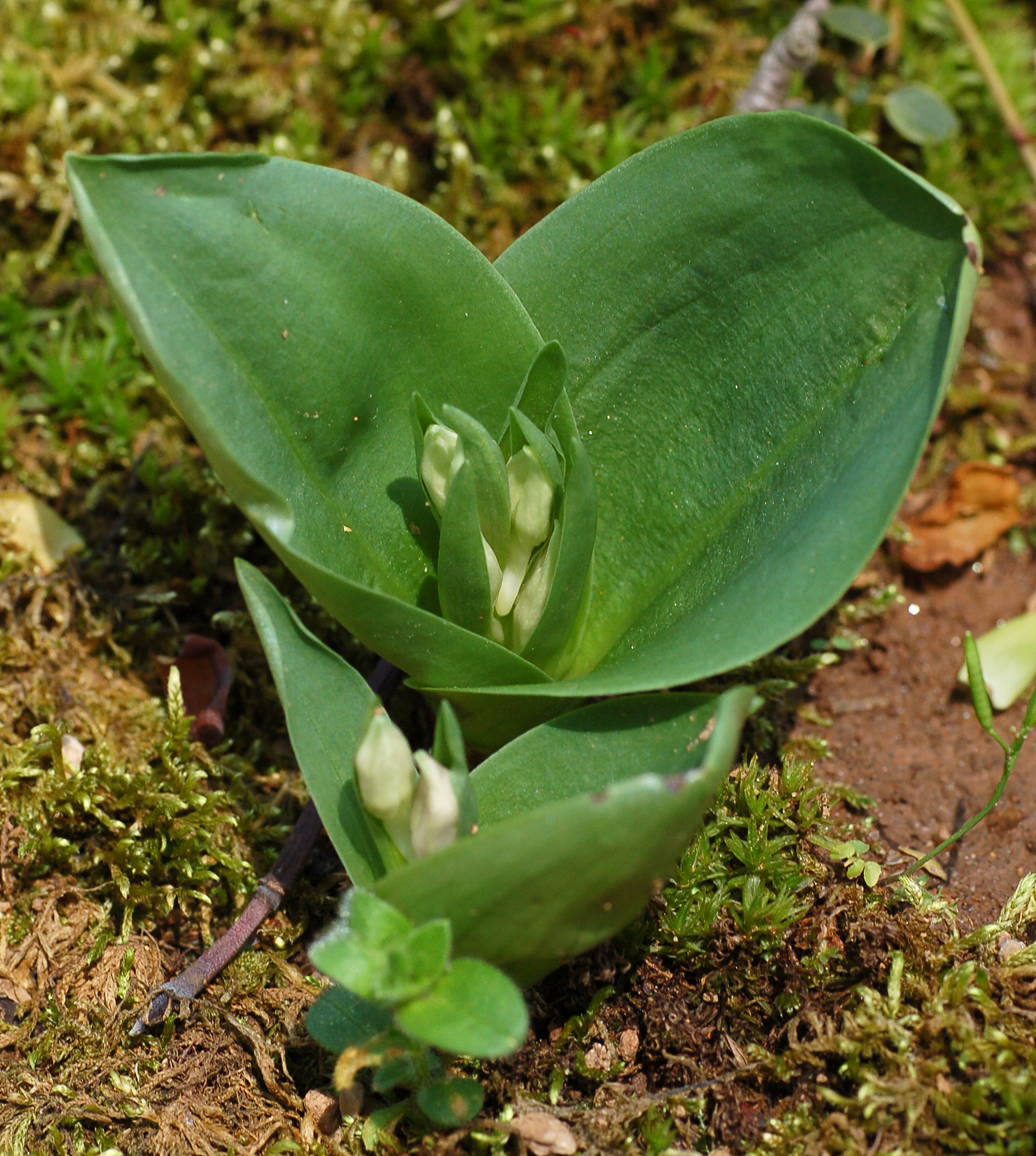